# Sytchiovka (race bovine)
La sytchiovka, ou encore sytchovka (сычёвская порода ; сычёвка), est une race bovine originaire de Russie, plus précisément  de la région de Smolensk à l'ouest du pays. Elle doit son nom à la petite ville de Sytchiovka, où une coopérative d'État s'est spécialisée dans sa sélection. Elle est élevée depuis les années 1950 pour ses qualités bouchères et laitières.

## Histoire
Les simmentals sont introduites dans la province de Smolensk à l'époque de l'Empire russe dans les années 1878-1886 et 5 % du cheptel local finit par être issu de croisements de vaches locales et de simmentals, tandis que d'autres le sont avec des races suisses ou hollandaises. C'est à partir de 1930 qu'une coopérative d'État est formée pour la sélection de la sytchiovka, commençant avec 492 taureaux reproducteurs. Cette race a été sélectionnée systématiquement dans les années 1950 à partir de ces vaches locales croisées avec des simmentals, et s'est développée dans les régions de Smolensk, Riazan et Kalinine, ainsi qu'en Biélorussie. On comptait dans les années 1980 un cheptel de 739 138 têtes.

## Description
Sa robe est de couleur blanche et paille et pour certains individus de couleur blanche et rouge. C'est une race rustique et résistante, à grande tête, au front large, à la poitrine profonde, à la croupe droite. Elle mesure en moyenne 142 cm pour les mâles et 133 cm pour les femelles. La masse est pour les mâles entre 850 et 1 000 kg, pour les femelles entre 500 et 600 kg. La vache donne 3 500 à 4 500 kg de lait par an, pour un taux de graisse de 3,8 à 3,9 %. Son caractère est calme et elle a de bonnes qualités laitières et maternelles.

## Distribution
La race s'est étendue en plus des régions de Smolensk, de Riazan et de Kalinine depuis les années 1990 dans l'oblast de Tver, l'oblast de Briansk, l'oblast de Kalouga, l'oblast de Koursk, ainsi qu'en Mordovie et jusqu'en Sibérie, ainsi qu'en Ukraine et en Biélorussie. On comptait en 2003 un cheptel de 171 100 têtes en fédération de Russie.